# ビリーの森ジョディの樹
『ビリーの森ジョディの樹』（ビリーのもりジョディのき）は、三原順の漫画作品。

## 概要
『別冊花とゆめ』に「ビリーの森ジョディの樹」が1993年（平成5年）に連載、および『MIMICO』誌に「ジョディの海ビリーの樹」が掲載された。作者逝去により中断。主婦と生活社と知人・アシスタントの方の協力によってネームあるいはペン入れ途中状態の遺稿に写植を入れたものが出版・公開された。

## 書誌情報
- 『ビリーの森ジョディの樹』主婦と生活社〈ミッシィコミックスDX〉
  1. 1995年6月初版、ISBN 4-391-91534-0
  2. 1995年9月初版、ISBN 4-391-91547-2
    - 巻末に主婦と生活社　コミック編集部による「ごあいさつ」と、「もうひとつのラスト」として作者が漫画化できなかった本来のラストまでのプロット、くらもちふさこと川原泉による解説（追悼文）、三原順作品年表が付録。
- 文庫版『ビリーの森ジョディの樹』白泉社〈白泉社文庫〉
  1. 2001年9月初版、ISBN 4-592-88225-3
    - 巻末にミッシィコミックスDX 第2巻に付録していたくらもちふさこと川原泉による解説（追悼文）が再録。

  2. 2001年12月初版、ISBN 4-391-91547-2
    - 巻末特別インタビューとして「鈴木覚氏（三原順氏実兄）に聞く“三原順の素顔”」が付録。
- 『LOST AND FOUND 三原順秘蔵作品集』
  - 白泉社文庫に収録されなかった直筆プロットが収録されている。